# Emilio Salafia
Emilio Salafia (Palermo, 10 de octubre de 1910-Palermo, 24 de mayo de 1969) fue un deportista italiano que compitió en esgrima, especialista en la modalidad de sable.
Participó en dos Juegos Olímpicos de Verano en los años 1928 y 1932, obteniendo dos medallas, plata en Ámsterdam 1928 y plata en Los Ángeles 1932. Ganó cinco medallas de plata en el Campeonato Mundial de Esgrima entre los años 1930 y 1935.

## Palmarés internacional
| Juegos Olímpicos   | Juegos Olímpicos             | Juegos Olímpicos | Juegos Olímpicos  |
| Año                | Lugar                        | Medalla          | Prueba            |
| ------------------ | ---------------------------- | ---------------- | ----------------- |
| 1928               | Ámsterdam (Países Bajos)     | Medalla de plata | Sable por equipos |
| 1932               | Los Ángeles (Estados Unidos) | Medalla de plata | Sable por equipos |
| Campeonato Mundial |                              |                  |                   |
| Año                | Lugar                        | Medalla          | Prueba            |
| 1930               | Lieja (Bélgica)              | Medalla de plata | Sable por equipos |
| 1931               | Viena (Austria)              | Medalla de plata | Sable por equipos |
| 1933               | Budapest (Hungría)           | Medalla de plata | Sable por equipos |
| 1934               | Varsovia (Polonia)           | Medalla de plata | Sable por equipos |
| 1935               | Lausana (Suiza)              | Medalla de plata | Sable por equipos |